# Sunny Came Home
«Sunny Came Home» es una canción de folk rock por Shawn Colvin en 1996, incluida en su álbum A Few Small Repairs.